# Filander zajęczy
Filander zajęczy (Lagorchestes leporides) – wymarły gatunek ssaka z podrodziny kangurów (Macropodinae) w obrębie rodziny kangurowatych (Macropodidae). 

## Taksonomia
Gatunek po raz pierwszy zgodnie z zasadami nazewnictwa binominalnego opisał w 1841 roku angielski przyrodnik John Gould nadając mu nazwę Macropus leporides. Miejsce typowe to interior Australii (autorzy Mammals of the World jako miejsce typowe wskazują interior Nowej Południowej Walii, w Australii). Okaz typowy (lektotyp) to skóra i czaszka dorosłej samicy (sygnatura BMNH 1841.1128) z kolekcji Muzeum Historii Naturalnej w Londynie
Nie opisano żadnych podgatunków L. leporides.

### Etymologia
- Lagorchestes: gr. λαγως lagōs „zając”; oρχηστης orkhēstēs „tancerz”[11].
- leporides: łac. lepus, leporis „zając”[12]; gr. -ιδης -idēs „przypominający”, od ειδος eidos „wygląd”[13].

## Zasięg występowania
Filander zajęczy występował w czasach współczesnych z śródlądowej południowo-wschodniej Australii, głównie wzdłuż rzek Murray i Darling, od granicy z Queensland przez środkową Nową Południową Walię do zachodniej Wiktorii i wschodniej Australii Południowej.

## Morfologia
Długość ciała (bez ogona) 45–49 cm, długość ogona 30–32 cm; masa ciała około 3 kg. Wierzch szarobrunatny, po bokach rudawy, spód ciała szarobiały. 

## Ekologia

### Środowisko życia
Otwarte lasy, otwarte obszary trawiaste.

### Tryb życia
Swoim zachowaniem przypominał zająca, kryjąc się za dnia w kotlince, zazwyczaj pod osłoną kęp ostrej, wysokiej trawy. Potrafił skakać na wysokość 1,8 m.

## Status zagrożenia
W Czerwonej księdze gatunków zagrożonych Międzynarodowej Unii Ochrony Przyrody i Jej Zasobów został zaliczony do kategorii EX (ang. extinct „wymarły”). Prawdopodobnie jedną z przyczyn wymarcia tego gatunku pod koniec XIX wieku było wprowadzenie do Australii lisów rudych (Vulpes vulpes), kotów domowych (Felis catus) i królików europejskich (Oryctolagus cuniculus), chociaż nadal dokładna przyczyna wyginięcia jest nieznana. Ostatni okaz schwytano w 1889 roku i od tego czasu nie odnotowano żadnych doniesień o tym gatunku.